# Närke
La province de Närke (Néricie en français et Nericia en latin) est une province historique du centre de la Suède.

## Villes principales
- Askersund
- Hallsberg
- Kumla
- Laxå
- Örebro